# Maria Santissima Madre di Dio
Maria Santissima Madre di Dio è una ricorrenza liturgica celebrata in diverse Chiese cristiane.
È strettamente connessa con il titolo mariano di Theotókos, proclamato come dogma cristiano dal Concilio di Efeso il 22 giugno 431.

## Rito romano
Con il motu proprio Abhinc duos annos del 23 ottobre 1913, papa Pio X ordinò che non si dovesse più assegnare una festa perennemente ad una domenica. Una delle feste così abolite era quella della maternità di Maria che, pur non inserita nel calendario romano generale, si celebrava comunemente nella seconda domenica di ottobre.
Nel 1931 papa Pio XI, in occasione del 1500º anniversario del Concilio di Efeso, che proclamò Maria Madre di Dio, inserì la festa nel calendario romano generale, da celebrare l'11 ottobre, vicino alla data (la seconda domenica del mese) in cui si celebrava prima la maternità di Maria. Inoltre, nel mese di ottobre tradizionalmente dedicato con maggiore insistenza alla recita del rosario, era allora il primo giorno non già assegnato ad una festa.
L'11 ottobre 1962, proprio in occasione di tale festa 31 anni dopo la decisione di Pio XI, Giovanni XXIII diede avvio al Concilio Vaticano II, menzionando esplicitamente il legame ideale fra la festa e il concilio del 431.
Nella riforma liturgica del rito romano nel 1969 la celebrazione di Maria Madre di Dio fu trasferita al 1º gennaio come solennità. Nel VII secolo, si celebrava il 1º gennaio una festa generica in onore di Maria, Natale Sanctae Mariae, con testi della Messa per le Vergini. Questa festa scomparve quando si adottarono nuove feste mariane. La celebrazione del 1º gennaio cambiò nome da Natale sanctae Mariae a Ottava di Natale, a Circoncisione del Signore, e di nuovo a Ottava di Natale.
Nell'esortazione apostolica Marialis cultus del 2 febbraio 1974, papa Paolo VI spiegò:
"Nel ricomposto ordinamento del periodo natalizio Ci sembra che la comune attenzione debba essere rivolta alla ripristinata solennità di Maria Ss. Madre di Dio; essa, collocata secondo l'antico suggerimento della Liturgia dell'Urbe al primo giorno di gennaio, è destinata a celebrare la parte avuta da Maria in questo mistero di salvezza e ad esaltare la singolare dignità che ne deriva per la Madre santa... per mezzo della quale abbiamo ricevuto... l'Autore della vita".
L'orazione colletta della solennità prega:
"O Dio, che nella verginità feconda di Maria hai donato agli uomini i beni della salvezza eterna, fa' che sperimentiamo la sua intercessione, poiché per mezzo di lei abbiamo ricevuto l'autore della vita, Gesù Cristo tuo Figlio."

### Coincidenza con altre celebrazioni
Nel Vangelo della messa si menziona la circoncisione di Gesù, avvenuta l'ottavo giorno dopo la nascita di Gesù in conformità con le prescrizioni della Legge di Mosè.
Nelle regioni in cui l'Epifania si celebra la domenica che segue il 1º gennaio, la solennità di Maria Ss. Madre di Dio, se cade il 2 gennaio, termina dopo l'ora nona del 1º gennaio.
In Italia è festa di precetto.
Nella quasi totalità delle nazioni, il 31 dicembre è l'ultimo giorno dell'anno civile e il successivo 1º gennaio è il capodanno civile. A motivo della fine dell'anno civile, in data 31 dicembre in ora opportuna, meglio se vespertina, può essere officiata una Celebrazione di Ringraziamento a Dio per i benefici ricevuti in tutto il corso dell'Anno civile, e che nel rito romano normalmente è imperniata sull'Inno Te Deum. A motivo del capodanno civile, in data 1º gennaio in ora opportuna può essere officiata una Celebrazione Propiziatoria per implorare l'aiuto divino per tutto il corso dell'anno, e che nel rito romano normalmente è imperniata sull'inno Veni Creator. I principi sottesi a queste due raccomandazioni valgono per tutti i riti della Chiesa cattolica fatte salve le peculiarità celebrative dei singoli riti: chiaramente, in alcune regioni che celebrano in altre date la fine dell'anno civile e il successivo capodanno, i principi sottesi alle dette due raccomandazioni saranno applicati nelle relative date.
In data 1º gennaio viene celebrata da tutta la Chiesa cattolica la Giornata Mondiale della Pace. A motivo di tale giornata, può essere celebrata la Messa per la Pace purché, se officiata il 1º gennaio, ciò avvenga a determinate condizioni e mai in sostituzione della Messa del giorno.

## Altri riti liturgici
Nel rito ambrosiano la domenica della Divina Maternità di Maria è la sesta e ultima domenica di Avvento, mentre il 1º gennaio si ricorda la Circoncisione di Gesù.
Nelle tradizioni rituali siriache e bizantina, la ricorrenza è celebrata il 26 dicembre. Nella tradizione bizantina si celebra il 26 dicembre la Sinassi della Santissima Theotókos.
Nel rito copto, la ricorrenza è celebrata il 16 gennaio.